# Enrico di Penthièvre
Enrico, di Bretagna o di Penthièvre
, in francese Henri Ier d'Avaugour (dopo il 1100 – dopo il 1183), è stato un nobile francese bretone, che fu Conte di Tréguier e di Guingamp, dal 1136, al 1181.

## Origine
Enrico, secondo la Genealogia Comitum Richemundiæ post conquestum Angliæ, era figlio del terzo conte di Penthièvre e terzo signore (lord) di Richmond, Stefano I senza citare la moglie di Stefano I: Havoise di Guingamp, di cui non conosciamo gli ascendenti. Havoise di Guingamp era la madre di Enrico, come risulta sia dal documento nº 7 del The Honour of Richmond in cui la madre, Havoise (Haduissis comitisse) ed il figlio Enrico (Henrici), controfirmano una donazione del marito Stefano I, che dal documento nº 10 del The Honour of Richmond il conte Stefano, cita la moglie, Havoise ed i tre figli, tra cui Enrico.
Stefano I di Penthièvre, secondo la Genealogia Comitum Richemundiæ post conquestum Angliæ, era figlio del primo conte di Penthièvre, che era stato inoltre duca reggente di Bretagna, dal 1040 al 1047, Oddone I senza citare la moglie di Oddone: Orguen o Agnese di Cornovaglia (Francia), figlia del conte di Cornovaglia, Alano "Caignard" e della moglie, Giuditta di Nantes, figlia del conte di Nantes, Judicael di Nantes, a sua volta figlio del conte di Vannes e di Nantes e duca di Bretagna Hoel I. Stefano potrebbe essere un figlio illegittimo di Oddone I, infatti documento n° DCLXXVII del Cartulaire de l´abbaye de Saint-Aubin d'Angers, tome II, redatto tra il 1056 ed il 1060 non cita Alano il Nero tra i figli di Oddone I e Orguen o Agnese di Cornovaglia (Francia), ma molto più probabilmente Stefano non venne citato perché nato in data successiva alla stesura del suddetto documento.

## Biografia
Suo padre, Stefano nel 1092 circa, era succeduto al fratello primogenito, Goffredo Boterel I, nel titolo di conte di Penthièvre, mentre, secondo la Genealogia Comitum Richemundiæ post conquestum Angliæ, era divenuto signore (lord) di Richmond, dopo la morte dell'altro fratello, Alano il Nero.
Enrico, ancora secondo la Genealogia Comitum Richemundiæ post conquestum Angliæ, rimase accanto al padre, quando quest'ultimo aveva incaricato i due fratelli maggiori di occuparsi, rispettivamente della contea di Penthièvre (Goffredo Boterel) e dei territori inglesi conosciuti come l'Onore di Richmond (Alano) e come si può notare anche dal documento nº 7 del The Honour of Richmond che è inerente ad una donazione, del 1123, fatta all'abbazia di Santa Melania di Rennes dal conte Stefano, suo padre e fu controfirmata, oltre che da Stefano (Stephani comitis), dalla moglie, Havoise (Haduissis comitisse) e da due dei tre figli, Goffredo Boterel II (Gaufridi comitis) ed |Enrico (Henrici), ma non da Alano perché si trovava in Inghilterra (Alanus vero qui in Anglia erat).
Enrico viene ancora citato nel documento nº 10 del The Honour of Richmond che fa riferimento ad una donazione, del 1135, al priorato di Rumburgh (Rumburgh Priory) del conte Stefano, suo padre, per la propria salute e quella della moglie, Havoisei e dei tre figli, Goffredo, Alano ed Enrico.
Secondo il Dugdale Monasticon III, Rumburgh Priory, Suffolk, III, poco prima di morire, dopo che era rimasto vedovo, suo padre, Stefano, definendosi conte (Stephanus comes Britanniæ), assieme ai figli, tra cui Enrico, fece una donazione in suffragio della moglie, Havoise (comitissa Haudewisa).
Stefano morì, nel 1136, e fu tumulato a Saint-Brieuc, 
Alla morte di suo padre, Stefano, avvenuta nel 1136, suo fratello, Goffredo, che era il primogenito, gli succedette come conte di Penthièvre, Alano, che era il secondogenito, gli succedette come signore (lord) di Richmond, ed infine il terzogenito, Enrico, gli succedette come conte di Tréguier e di Guingamp.
Questa spartizione non accontentò Goffredo che ebbe a questionare coi fratelli, soprattutto con Alano detto il Nero.
Enrico, al contrario dei suoi fratelli non prese parte alla guerra civile inglese; secondo il Domesday Descendants mentre suo fratello, Alano si era schierato a favore del re d'Inghilterra, Stefano di Blois, suo fratello, Goffredo, come confermano le Gesta Stephani, Regis Anglorum et Ducis Normannorum, si distinse come partigiano (Boterellus quidam comes Britanniæ) dell'imperatrice Matilde.
Il 19 settembre (XIII kal. Octob.) 1151 (anno ab Incarn, Dom. MCLI), a Mayenne (apud Meduanam), Enrico (Comitis Hainrici honorab. comitis Stephani filii) sposò (uxorem duxit) Matilde (1130 circa - 1214), figlia del conte di Vendôme, Giovanni I (Mathildem filiam Johannis Vindocin. comitis), come risulta dalle Mémoires pour servir de preuves à l´histoire ecclésiastique et civile de Bretagne, Tome I, che riportano che in quel giorno (die ipso quo), Enrico donò la chiesa di Saint-Sauveur di Guingamp all'Abbazia di Marmoutier di Tours.
Matilde, secondo il Ex Fragmentis Chronicorum Comitum Pictaviæ, Ducum Aquitaniæ, figlia del conte di Vendôme, Giovanni I e di sua moglie, Berta du Puy-du-Fou, era nata verso il 1130, comunque prima del 1139, anno in cui, secondo il Cartulaire de l´abbaye cardinale de la Trinité de Vendôme, Tome II, compare, col padre, Giovanni il fratello, Lancellino e la sorella, anche lei di nome Matilde, tra i firmatari di una donazione fatta da suo nonno, Goffredo, ed era morta, secondo il Ex Chronico Ruyensis Cœnobii, nel 1214
L'anno successivo, nel 1152, Enrico fece una donazione all'[[abbazia di 
Notre-Dame-en-Saint-Melaine]], a suffragio dei propri genitori, dei suoi due fratelli e del suo primogenito, morto prematuramente.
Secondo il documento n° DXLV, di incerta datazione (prima del 1156), del Cartulaire de l´abbaye cardinale de la Trinité de Vendôme, Tome II, Enrico, assieme alla moglie Matilde ed al suocero, Giovanni I, fece dono della chiesa della Santa Croce di Guingamp all'abbazia della Trinità di Vendôme.
In quello stesso periodo, secondo la Anciens évêchés de Bretagne histoire et monum. par J. Geslin de Bourgogne, Volume 4, Enrico fece una donazione assieme ai tre figli, Alano, Stefano e Conan.
Ancora, secondo le Mémoires pour servir de preuves à l´histoire ecclésiastique et civile de Bretagne, Tome I, Enrico fu espropriato dei suoi possedimenti, in un anno imprecisato, dal figlio di suo fratello, Alano,
Conan, che era già duca titolare e dal 1156 era divenuto duca effettivo di Bretagna, Conan IV; non molto tempo dopo, Enrico recuperò i suoi possedimenti e li mantenne sino al 1181, quando sua nipote, Costanza si unì in matrimonio al figlio del re d'Inghilterra e duca di Normandia, Enrico II, Goffredo, che divenne il duca di Bretagna, Goffredo II.
Enrico morì dopo il 1183; secondo le Europäische Stammtafeln, libro III, pag 155, non consultate, Enrico morì nel 1190.

## Discendenza
Enrico da Matilde ebbe sei figli:
- Enrico (1152 - 1152), morto prematuramente[14],
- Alano[16] ( † 1212), Conte di Penthièvre[23]
- Stefano[16] ( † dopo il 1202)
- Conan[16] ( † dopo il 1202)
- Alix, che sposò Conan, il visconte di Léon
- Geslin[24] ( † dopo il 1239), visconte di Tonquédec[25].

## Ascendenza
|                                |                                          |                                    | Genitori                 |  |  | Nonni |  |  | Bisnonni                     |  |  | Trisnonni           |  |
|                                |                                          |                                    |                          |  |  |       |  |  | Goffredo I, duca di Bretagna |  |  | Conan I di Bretagna |  |
|                                |                                          |                                    |                          |  |  |       |  |  | Goffredo I, duca di Bretagna |  |  | Conan I di Bretagna |  |
|                                |                                          | Ermengarda d'Angiò                 |                          |  |  |       |  |  | Goffredo I, duca di Bretagna |  |  |                     |  |
| Oddone I di Penthièvre         |                                          |                                    |                          |  |  |       |  |  | Goffredo I, duca di Bretagna |  |  |                     |  |
|                                |                                          | Havoise di Normandia               | Riccardo I di Normandia  |  |  |       |  |  |                              |  |  |                     |  |
|                                |                                          | Havoise di Normandia               | Riccardo I di Normandia  |  |  |       |  |  |                              |  |  |                     |  |
|                                |                                          | Havoise di Normandia               | Gunnora di Normandia     |  |  |       |  |  |                              |  |  |                     |  |
| Stefano I, conte di Penthièvre |                                          | Havoise di Normandia               |                          |  |  |       |  |  |                              |  |  |                     |  |
|                                |                                          | Alano, conte di Cornovaglia        | Benedetto di Cornovaglia |  |  |       |  |  |                              |  |  |                     |  |
|                                |                                          | Alano, conte di Cornovaglia        | Benedetto di Cornovaglia |  |  |       |  |  |                              |  |  |                     |  |
|                                |                                          | Alano, conte di Cornovaglia        | Guinodeon                |  |  |       |  |  |                              |  |  |                     |  |
| Agnese di Cornovaglia          |                                          | Alano, conte di Cornovaglia        |                          |  |  |       |  |  |                              |  |  |                     |  |
|                                |                                          | Giuditta, contessa di Nantes       | Judicael di Nantes       |  |  |       |  |  |                              |  |  |                     |  |
|                                |                                          | Giuditta, contessa di Nantes       | Judicael di Nantes       |  |  |       |  |  |                              |  |  |                     |  |
|                                |                                          | Giuditta, contessa di Nantes       | …                        |  |  |       |  |  |                              |  |  |                     |  |
| Enrico di Penthièvre           |                                          | Giuditta, contessa di Nantes       |                          |  |  |       |  |  |                              |  |  |                     |  |
|                                | Oddone II, conte di Blois e di Champagne | Oddone I di Blois                  |                          |  |  |       |  |  |                              |  |  |                     |  |
|                                | Oddone II, conte di Blois e di Champagne | Oddone I di Blois                  |                          |  |  |       |  |  |                              |  |  |                     |  |
|                                | Oddone II, conte di Blois e di Champagne | Berta di Borgogna                  |                          |  |  |       |  |  |                              |  |  |                     |  |
| Tebaldo III di Blois           | Oddone II, conte di Blois e di Champagne |                                    |                          |  |  |       |  |  |                              |  |  |                     |  |
|                                |                                          | Ermengarda d'Alvernia              | Guglielmo IV d'Alvernia  |  |  |       |  |  |                              |  |  |                     |  |
|                                |                                          | Ermengarda d'Alvernia              | Guglielmo IV d'Alvernia  |  |  |       |  |  |                              |  |  |                     |  |
|                                |                                          | Ermengarda d'Alvernia              | Ermengarda de Brioude    |  |  |       |  |  |                              |  |  |                     |  |
| Havoise di Blois               |                                          | Ermengarda d'Alvernia              |                          |  |  |       |  |  |                              |  |  |                     |  |
|                                |                                          | Raul IV, conte di Valois           | …                        |  |  |       |  |  |                              |  |  |                     |  |
|                                |                                          | Raul IV, conte di Valois           | …                        |  |  |       |  |  |                              |  |  |                     |  |
|                                |                                          | Raul IV, conte di Valois           | …                        |  |  |       |  |  |                              |  |  |                     |  |
| Alice di Valois                |                                          | Raul IV, conte di Valois           |                          |  |  |       |  |  |                              |  |  |                     |  |
|                                |                                          | Adelaide, contessa di Bar-sur-Aube | …                        |  |  |       |  |  |                              |  |  |                     |  |
|                                |                                          | Adelaide, contessa di Bar-sur-Aube | …                        |  |  |       |  |  |                              |  |  |                     |  |
|                                |                                          | Adelaide, contessa di Bar-sur-Aube | …                        |  |  |       |  |  |                              |  |  |                     |  |
|                                |                                          | Adelaide, contessa di Bar-sur-Aube |                          |  |  |       |  |  |                              |  |  |                     |  |

### Fonti primarie
- (LA)  Mémoires pour servir de preuves à l´histoire ecclésiastique et civile de Bretagne, Tome I.
- (LA)  cartulaire de l'abbaye cardinale de la trinité de vendôme.
- (LA)  Gesta Stephani, Regis Anglorum et Ducis Normannorum.
- (LA)  Anciens évêchés de Bretagne histoire et monum. par J. Geslin de Bourgogne, Volume 4.
- (LA)  Cartulaire de l'abbaye de Saint-Aubin d'Angers, tome II.
- (LA)  Rerum Gallicarum et Francicarum Scriptores, tomus XII.
- (LA)  Rerum Gallicarum et Francicarum Scriptores, tomus XVIII.
- (LA)  Early Yorkshire Charters, IV.

### Letteratura storiografica
- Louis Halphen, "La Francia dell'XI secolo", cap. XXIV, vol. II (L'espansione islamica e la nascita dell'Europa feudale) della Storia del Mondo Medievale, 1999, pp. 770–806.
- William John Corbett, "L'evoluzione del ducato di Normandia e la conquista normanna dell'inghilterra", cap. I, vol. VI (Declino dell'impero e del papato e sviluppo degli stati nazionali) della Storia del Mondo Medievale, 1999, pp. 5–55.
- William John Corbett, "Inghilterra 1087 - 1154", cap. II, vol. VI (Declino dell'impero e del papato e sviluppo degli stati nazionali) della Storia del Mondo Medievale, 1999, pp. 56–98.
- (FR)  Mémoires pour servir de preuves à l´histoire ecclésiastique et civile de Bretagne, Tome I.